# Instituto Vasco da Gama
O Instituto Vasco da Gama ComSE de Goa, hoje Instituto Menezes Bragança, foi fundado em 1871 por iniciativa de Tomás António Ribeiro Ferreira, mais conhecido por Tomás Ribeiro, com o objectivo de fomentar e apoiar as ciências e as letras lusófonas em Goa. O Instituto Vasco da Gama promoveu a fase áurea da literatura indo-portuguesa, nas áreas do ensaio, do texto de intervenção jornalística, na historiografia e na poesia. A instituição recebeu da administração portuguesa um edifício para instalação da sua sede e o apoio financeiro necessário à publicação do Boletim do Instituto Vasco da Gama, um periódico mensal. Depois de um período de apagamento, o Instituto foi reestruturado em 1924 e em 1963, após a incorporação de Goa na União Indiana, alterou o seu nome para Instituto Menezes Bragança, em homenagem a Luís de Menezes Bragança, jornalista e um dos pioneiros do anti-colonialismo goês. A partir de Março de 1925 o Instituto Vasco da Gama anexou a Biblioteca Pública de Goa. A 15 de Abril de 1952 foi feito Comendador da Antiga, Nobilíssima e Esclarecida Ordem Militar de Sant'Iago da Espada, do Mérito Científico, Literário e Artístico.